# Candy (album Mandy Moore)
Candy è il sesto album della cantante statunitense Mandy Moore, uscito nel 2005.

## Tracklist
1. Candy
2. Lock Me in Your Heart
3. Love You for Always
4. Everything My Heart Desires
5. I Wanna Be with You
6. Saturate Me
7. Turn the Clock Around
8. Yo-Yo
9. Someday We'll Know
10. Mona Lisas and Mad Hatters